# Perizoma linulata
Perizoma linulata är en fjärilsart som beskrevs av Achille Guenée 1858. Perizoma linulata ingår i släktet Perizoma och familjen mätare. Inga underarter finns listade i Catalogue of Life.